# Emile Baron
Emile Raymond Baron (ur. 17 czerwca 1979 w Fish Hoek) – południowoafrykański piłkarz grający na pozycji bramkarza.

## Kariera klubowa
Karierę piłkarską Baron rozpoczął w klubie Hellenic FC z Kapsztadu. W 1996 roku zadebiutował w jego barwach w pierwszej lidze Republiki Południowej Afryki, a od 1997 roku występował w nim w rozgrywkach nowo powstałej ligi Premier Soccer League. W 1999 roku przeszedł do norweskiego Lillestrøm SK, gdzie przez kolejnych 6 sezonów był pierwszym bramkarzem. W 2001 roku wywalczył z Lillestrøm wicemistrzostwo Norwegii.
W 2005 roku Baron wrócił do Republiki Południowej Afryki i został zawodnikiem zespołu Kaizer Chiefs z Johannesburga. Tam przegrał rywalizację o miejsce w składzie z Rowenem Fernándezem, a następnie z Itumelengiem Khune i od 2005 do 2009 rozegrał 19 spotkań w lidze. W połowie 2009 roku odszedł do Supersport United, gdzie wywalczył miejsce w podstawowej jedenastce. W 2010 roku został z Supersport mistrzem kraju.
| Sezon   | Klub              | Kraj              | Rozgrywki      | Mecze | Bramki |
| ------- | ----------------- | ----------------- | -------------- | ----- | ------ |
| 1996    | Hellenic FC       | Południowa Afryka | I. liga        | 21    | 0      |
| 1997/98 | Hellenic FC       | Południowa Afryka | Premier League | 21    | 0      |
| 1998/99 | Hellenic FC       | Południowa Afryka | Premier League | 18    | 0      |
| 1999    | Lillestrøm SK     | Norwegia          | Tippeligaen    | 15    | 0      |
| 2000    | Lillestrøm SK     | Norwegia          | Tippeligaen    | 22    | 0      |
| 2001    | Lillestrøm SK     | Norwegia          | Tippeligaen    | 12    | 0      |
| 2002    | Lillestrøm SK     | Norwegia          | Tippeligaen    | 22    | 0      |
| 2003    | Lillestrøm SK     | Norwegia          | Tippeligaen    | 21    | 0      |
| 2004    | Lillestrøm SK     | Norwegia          | Tippeligaen    | 22    | 0      |
| 2004/05 | Kaizer Chiefs     | Południowa Afryka | Premier League | 0     | 0      |
| 2005/06 | Kaizer Chiefs     | Południowa Afryka | Premier League | 11    | 0      |
| 2006/07 | Kaizer Chiefs     | Południowa Afryka | Premier League | 0     | 0      |
| 2007/08 | Kaizer Chiefs     | Południowa Afryka | Premier League | 4     | 0      |
| 2008/09 | Kaizer Chiefs     | Południowa Afryka | Premier League | 4     | 0      |
| 2009/10 | Supersport United | Południowa Afryka | Premier League | 21    | 0      |
| 2010/11 | Supersport United | Południowa Afryka | Premier League | 0     | 0      |
| 2011/12 | Bidvest Wits      | Południowa Afryka | Premier League | 12    | 0      |
| 2012/13 | Bidvest Wits      | Południowa Afryka | Premier League | 3     | 0      |

## Kariera reprezentacyjna
W reprezentacji Republiki Południowej Afryki Baron zadebiutował 20 marca 2002 roku w przegranym 0:1 towarzyskim meczu z Arabią Saudyjskiej. Wcześniej, w 2000 roku, został powołany na Igrzyska Olimpijskie w Sydney. Z kolei w 2004 roku był w kadrze RPA na Puchar Narodów Afryki 2004. Na tym turnieju rozegrał 2 spotkania: z Beninem (2:0) i z Nigerią (0:4).